# Jerzy Czernik

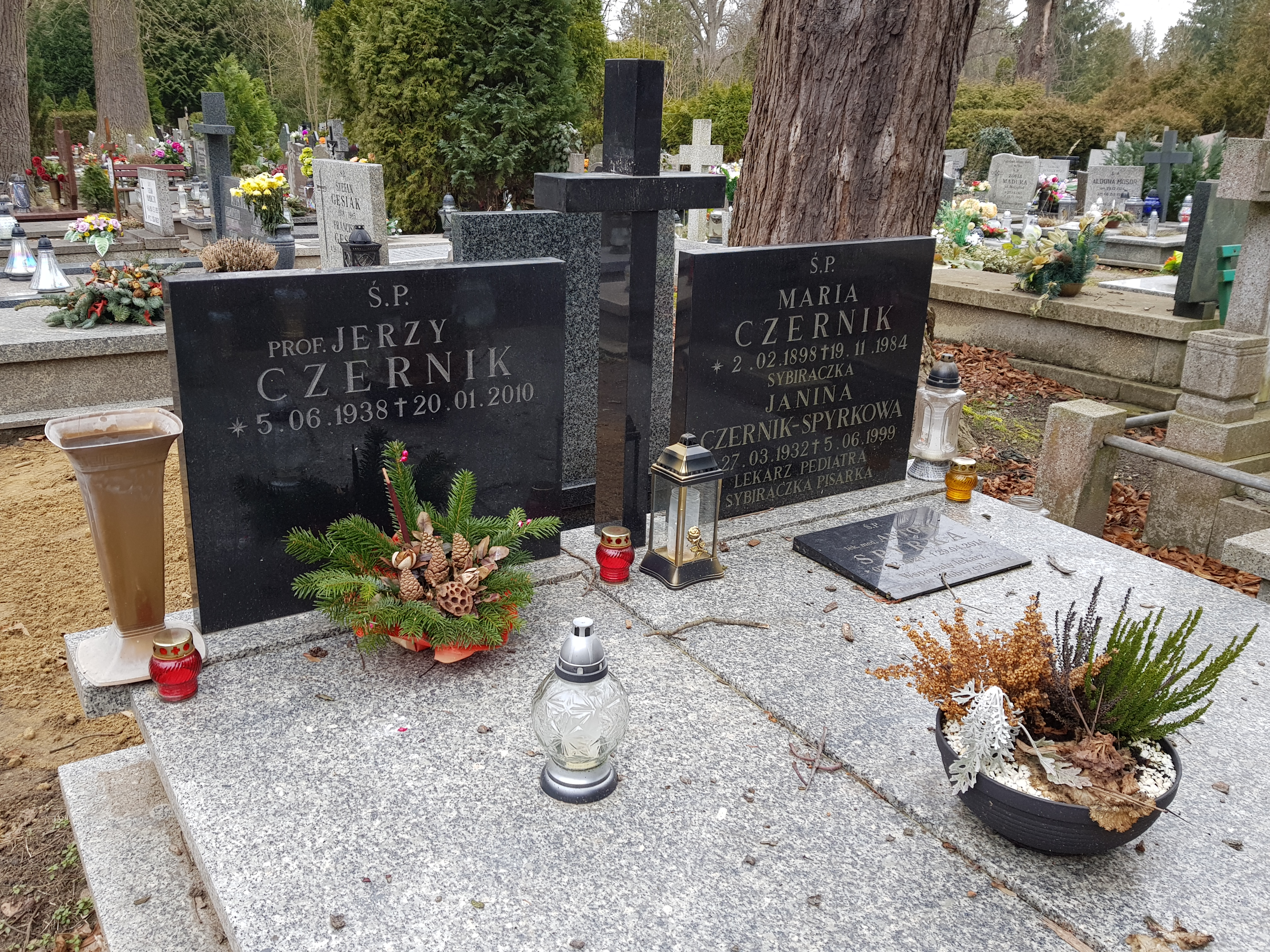
Grób profesora Jerzego Czernika na Cmentarzu Grabiszyńskim we Wrocławiu

Jerzy Czernik (ur. 5 czerwca 1938 w Litwinówce, zm. 20 stycznia 2010 we Wrocławiu) – polski lekarz, chirurg dziecięcy, prezes Polskiego Towarzystwa Chirurgów Dziecięcych.

## Życiorys
Syn legionisty Antoniego, jego ojcem chrzestnym był Walery Sławek. W 1946 przyjeżdża do Legnicy, tutaj zdaje maturę. Dyplom lekarza uzyskuje w Akademii Medycznej we Wrocławiu w roku 1964. W 1970 uzyskał I stopień specjalizacji z anestezjologii, w 1971 I stopień specjalizacji z chirurgii dziecięcej, a w 1975 II stopień specjalizacji z chirurgii dziecięcej. Tytuł doktora nauk medycznych otrzymał w 1976, w tym też roku otrzymał stanowisko adiunkta. Praca habilitacyjna obroniona w 1984 nosi tytuł „Ropniaki opłucnej u dzieci-badania doświadczalne i kliniczne”. W 1985 uzyskuje stanowisko docenta, tytuł profesora uzyskuje w roku 1991, a profesorem zwyczajnym zostaje w roku 1996. W latach 1993–1996 i 1996–1999 rektor Akademii Medycznej we Wrocławiu. Emerytowany kierownik Katedry i Kliniki Chirurgii i Urologii Dziecięcej tej uczelni - (w latach 1986–2008). Do 2008 konsultant krajowy z dziedziny chirurgii dziecięcej. Był odznaczony Srebrnym Krzyżem Zasługi, Medalem Komisji Edukacji Narodowej i Krzyżem Oficerskim Orderu Odrodzenia Polski.
16 grudnia 2009 w Auli Leopoldyńskiej Uniwersytetu Wrocławskiego został nadany tytuł doktora honoris causa Akademii Medycznej Profesorowi.
Promotor 7 przewodów doktorskich oraz recenzent 23 prac doktorskich i habilitacyjnych.

## Prowadzone badania
- 1998-2001: Badania doświadczalne nad patogenezą zmian morfologicznych i funkcjonalnych we wrodzonym zarośnięciu jelita cienkiego;
- 2002-2004: Uwarunkowania budowy konstytucyjnej ciała a czynność dolnych dróg moczowych u dzieci i młodzieży na terenie Dolnego Śląska

## Odznaczenia
- Krzyż Komandorski Orderu Odrodzenia Polski (2009, za wybitne zasługi w działalności na rzecz rozwoju chirurgii i urologii dziecięcej , za osiągnięcia w pracy naukowo-badawczej i dydaktycznej)[3]
- Krzyż Oficerski Orderu Odrodzenia Polski (1997, za zasługi w pracy naukowej i dydaktycznej)[4]